# Yu Ye-chan
Yu Ye-chan (kor. 유예찬; * 9. Mai 2001) ist ein südkoreanischer Fußballspieler.

## Karriere
Yu Ye-chan erlernte das Fußballspielen in den Jugendmannschaften von Sports Box, Wanju FC und Jeonbuk Hyundai Motors, in der Schulmannschaft der Wanju Middle School sowie in der Universitätsmannschaft der Jeonju University. Seinen ersten Vertrag unterschrieb er Ende Januar 2023 bei seinem Jugendverein Jeonbuk Hyundai Motors. Der Verein aus Jeonju spielte in der ersten Liga, der K League 1. Hier kam er 27-mal in der Reservemannschaft, die in der vierten Liga spielte, zum Einsatz. Im Januar 2024 zog es ihn nach Japan. Hier unterschrieb er in Matsuyama einen Vertrag beim Zweitligisten Ehime FC. Sein Zweitligadebüt gab er am 13. Juli 2024 (24. Spieltag) im Auswärtsspiel gegen den Fujieda MYFC. Bei dem 1:0-Auswärtserfolg stand er in der Startelf und spielte die kompletten 90 Minuten. Nach zehn Ligaspielen wechselte er Ende März 2025 auf Leihbasis zum Drittligisten Nara Club.